# Метод Бааде — Весселінка
Метод Бааде — Весселінка — спосіб визначення відстані до цефеїди, запропонований 1926 року Вальтером Бааде та потім розроблений Адріаном Весселінком 1946 року. У початковому варіанті методу колір зорі в різні моменти протягом періоду пульсації використовується для визначення поверхневої яскравості зорі. Потім за відомою видимою зоряною величиною і поверхневою яскравістю можна оцінити видимий кутовий діаметр цефеїди. Також проводяться вимірювання променевої швидкості зорі методами доплерівської спектроскопії. Це дає змогу визначити швидкість, з якою передня частина зорі рухається, наближається до нас або віддаляється від нас протягом циклу пульсації. Оскільки різниця між цією величиною і середньою швидкістю є похідною від радіуса зорі, то таким чином можна оцінити зміну радіуса цефеїди. При зіставленні з кутовим діаметром можна визначити відстань до цефеїди. Нині стає можливим вимірювання кутового діаметра пульсуючої зорі за допомогою оптичних інтерферометрів, що дає змогу точніше визначити діаметр зорі. Такий новий метод також називають геометричним методом Бааде — Весселінка. Метод Бааде — Весселінка застосовується також для перевірки відстаней до цефеїд, отриманих іншими методами, як, наприклад, оцінка відстаней до цефеїд у розсіяних скупченнях, а також для незалежного визначення залежності період — світність як у Чумацькому Шляху, так і в Магелланових Хмарах.
Фуке і Гірен у 1997 році представили варіацію методу Бааде — Весселінка в інфрачервоній області спектра. Метод використовував показник кольору V-K для оцінки поверхневої яскравості цефеїд, потім кутовий діаметр визначали для кожної фази пульсації, що давало змогу намалювати криву залежності кутового діаметра від фази пульсації. В оригінальному варіанті калібрування співвідношення між показником кольору і поверхневою яскравістю використовували інтерферометричні дані про кутові діаметри гігантів, які не пульсують, і надгігантів з такими ж кольорами, як у цефеїд. Схожим методом є метод фотосфери, що розширюється, який можна використовувати для визначення відстані до наднових II типу.